# Taliouine Assaka
Taliouine Assaka (en àrab تلوين اساكا, Taliwīn Asākā; en amazic ⵜⴰⵍⵉⵡⵉⵏ ⴰⵚⴰⴽⴰ) és una comuna rural de la província de Guelmim, a la regió de Guelmim-Oued Noun, al Marroc. Segons el cens de 2014 tenia una població total de 1.125 persones